# 円形劇場くらよしフィギュアミュージアム
円形劇場くらよしフィギュアミュージアム（えんけいげきじょう くらよしフィギュアミュージアム）は鳥取県倉吉市にあるフィギュアやキャラクターグッズの博物館。

## 概要
旧明倫小学校の校舎で、1950年代後半に坂本鹿名夫が設計した「円形建築」の最初期の作品である。坂本作品のうちの現存最古かつ高い典型性を備えているため、文化財的価値が高い。2018年4月に「円形劇場くらよしフィギュアミュージアム」として開館した。
2018年にDOCOMOMO JAPAN選定 日本におけるモダン・ムーブメントの建築に認定されている。